# 1245

## Události
- 28. června – 17. července 1. lyonský koncil

## Narození
- 3. dubna – Filip III., francouzský král z rodu Kapetovců († 5. října 1285)
- Arnolfo di Cambio, italský sochař a architekt († 1302)
- Kunhuta Uherská, druhá manželka Přemysla Otakara II. († 9. září 1285)

## Úmrtí
- 15. února – Beatrix d'Este, uherská královna (* 1215)
- 19. srpna – Ramon Berenguer V. Provensálský, hrabě provensálský a z Forcalquier (* 1198)

## Hlava státu
- České království – Václav I.
- Svatá říše římská – Fridrich II.
- Papež – Inocenc IV.
- Anglické království – Jindřich III. Plantagenet
- Francouzské království – Ludvík IX.
- Polské knížectví – Boleslav V. Stydlivý
- Uherské království – Béla IV.
- Latinské císařství – Balduin II.
- Nikájské císařství – Jan III. Dukas Vatatzés